# Tony Hateley
Anthony Hateley (ur. 13 czerwca 1941 w Derby, zm. 1 lutego 2014 w Preston) – angielski piłkarz. Grał na pozycji środkowego napastnika.

## Kariera
Hateley swoją karierę rozpoczął w 1958, w klubie Notts County, gdzie początkowo występował jako środkowy obrońca. Szybko został przesunięty na pozycję środkowego napastnika. W tym klubie występował do 1963, kiedy to wywalczył z klubem awans do Football League Third Division i został zauważony przez Aston Villę. Grając tam, podobnie jak w Notts, wyróżniał się skutecznością, a jego charakterystycznym zagraniem, były mocne strzały głową.
W październiku 1966, Chelsea zaoferowało Aston Villi 100.000 funtów za Hateley’a, a ten przyjął ofertę i tak trafił do klubu z zachodniego Londynu. W tamtym okresie był to rekord transferowy Chelsea. Pobyt w The Blues nie należał do zbyt udanych. Styl gry klubu opierał się na szybkim poruszaniu się i grą z krótkiej piłki, a Hateley sprawdzał się lepiej w grze siłowej i stylu kick and rush. W następnym sezonie przeniósł się do Liverpoolu, który zapłacił za niego 96.000 funtów i, podobnie jak Chelsea, pobił swój rekord transferowy. W kolejnym sezonie przeniósł się do Coventry City.
Po sezonie w Coventry został sprzedany do Birmingham City, a następnie wrócił do swojego pierwszego klubu, Notts County, gdzie ponownie wrócił do dobrej formy strzeleckiej i poprowadził klub do tytułu Football League Fourth Division w sezonie 1970/1971. Po krótkim epizodzie w Oldham Athletic i 3 meczach dla Boston Minutemen z North American Soccer League, zakończył karierę zawodową w 1974, strzelając prawie 250 goli w karierze.
W kolejnych latach grał w amatorskich Bromsgrove Rovers, Prescot Town i Barrow AFC. Pomimo tego, że był jednym z najlepszych angielskich napastników w swoich latach, to nigdy nie został powołany do reprezentacji.

## Życie prywatne
Jego syn Mark, również był piłkarzem. Podobnie jak ojciec grał na pozycji środkowego napastnika. Syn Marka, a wnuk Tony’ego – Tom, też jest piłkarzem, jednak grającym na pozycji defensywnego pomocnika.
Pod koniec życia cierpiał na chorobę Alzheimera. Zmarł w wieku 72 lat.